# 法國聯合航空

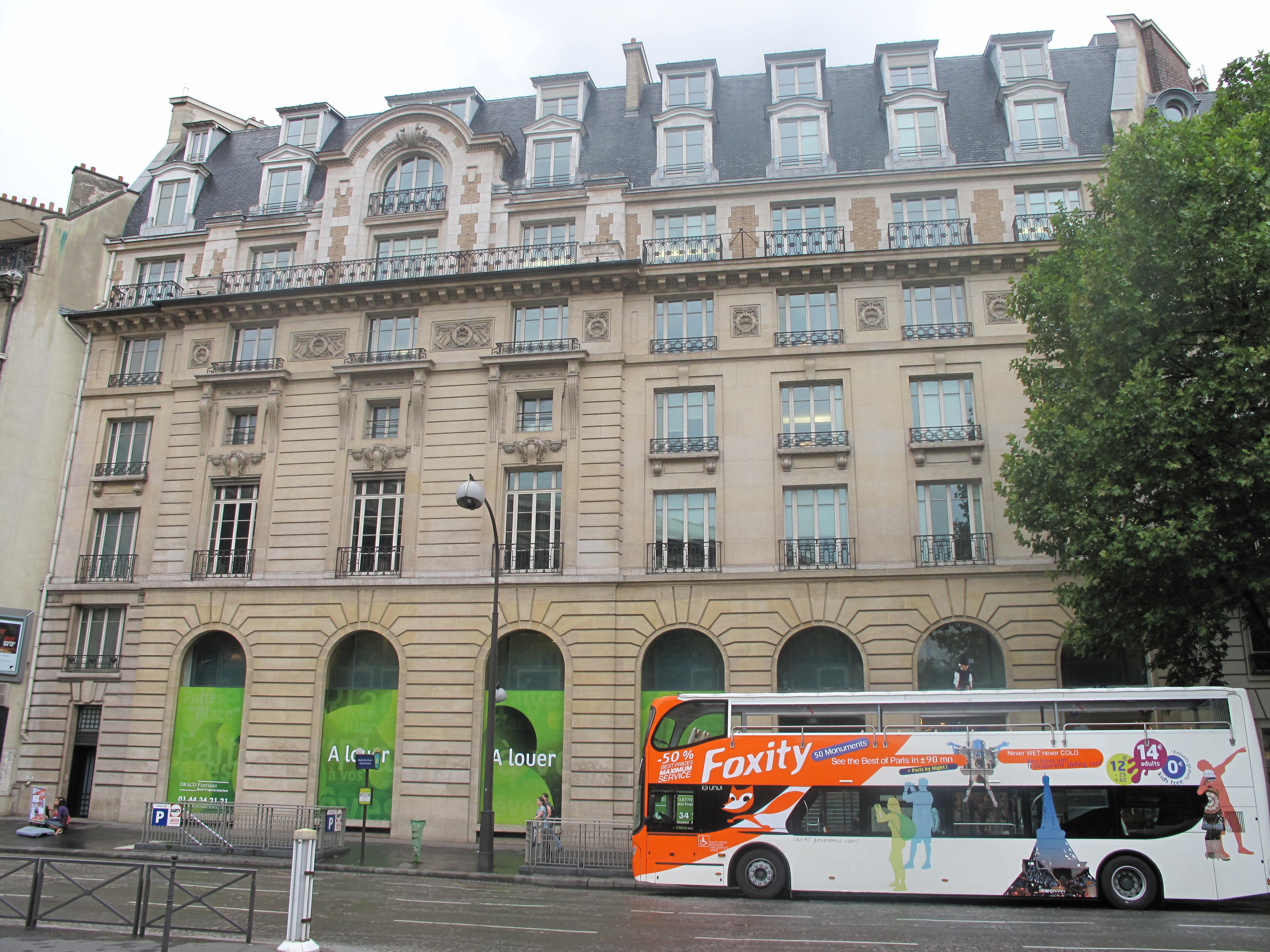
法国联合航空前总部

法国联合航空（法語：Union de Transports Aériens，简写为UTA）是法国曾经存在的一间完全私营的航空公司，也是法国第二大航空公司，仅次于法国航空。该公司成立于1963年，由法国联合海空运输公司（UAT）与法国洲际航空运输（TAI）合并而来，是法布雷家族成立并掌管的联合海运公司（Compagnie Maritime des Chargeurs Réunis）的子公司。二战后，弗朗西斯·西普里安·法布雷是联合海运公司的总裁，二战前海空公司的创始人，也是法联航1969年至1981年的董事长。联合海运公司持有法联航62.5%的股份。
1966年，法国联合航空成立了一间名为海空包机公司（Compagnie Aéromaritime d'Affrètement）的子公司，简称为Aéromaritime。法联航通过持股非洲航空运输发展协会（Société pour le Développement du Transport Aérien en Afrique，SODETRAF）成为非洲航空（Air Afrique）的间接股东，也持有法国另一航空公司因特航空的部分股权，后者是法国主要的国内航空公司，也是欧洲最大的国内航空公司。法联航也为斯里兰卡仍使用旧称“锡兰”时的载旗航空公司锡兰航空（Air Ceylon）提供技术支持。
法联航于1990年被并入法国航空，1992年并购完成。

## 历史

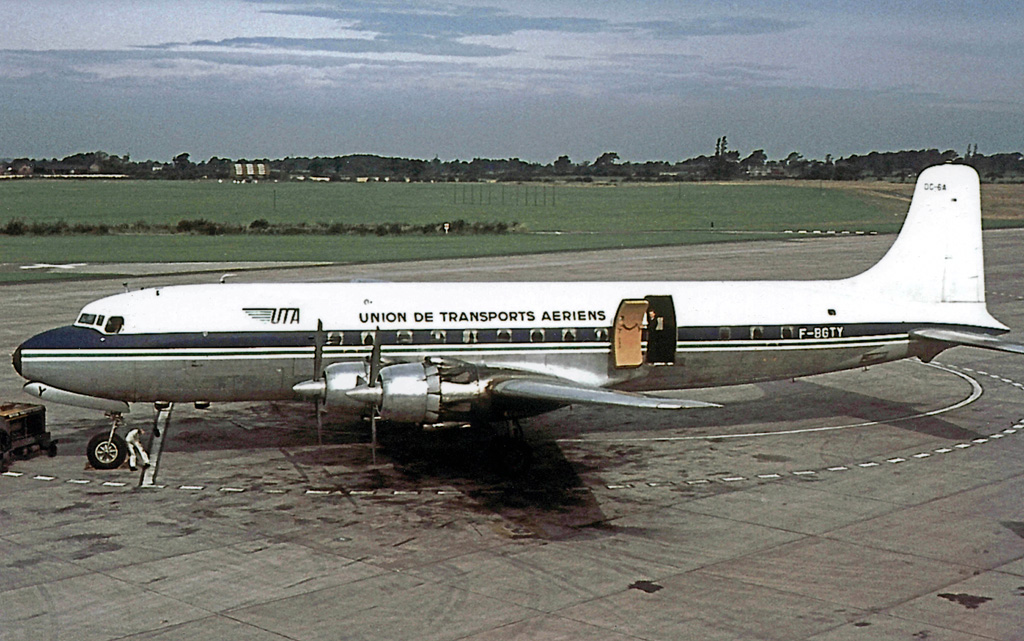
1964年8月，法联航的道格拉斯DC-6正在运营曼彻斯特飞往佩皮尼昂的包机

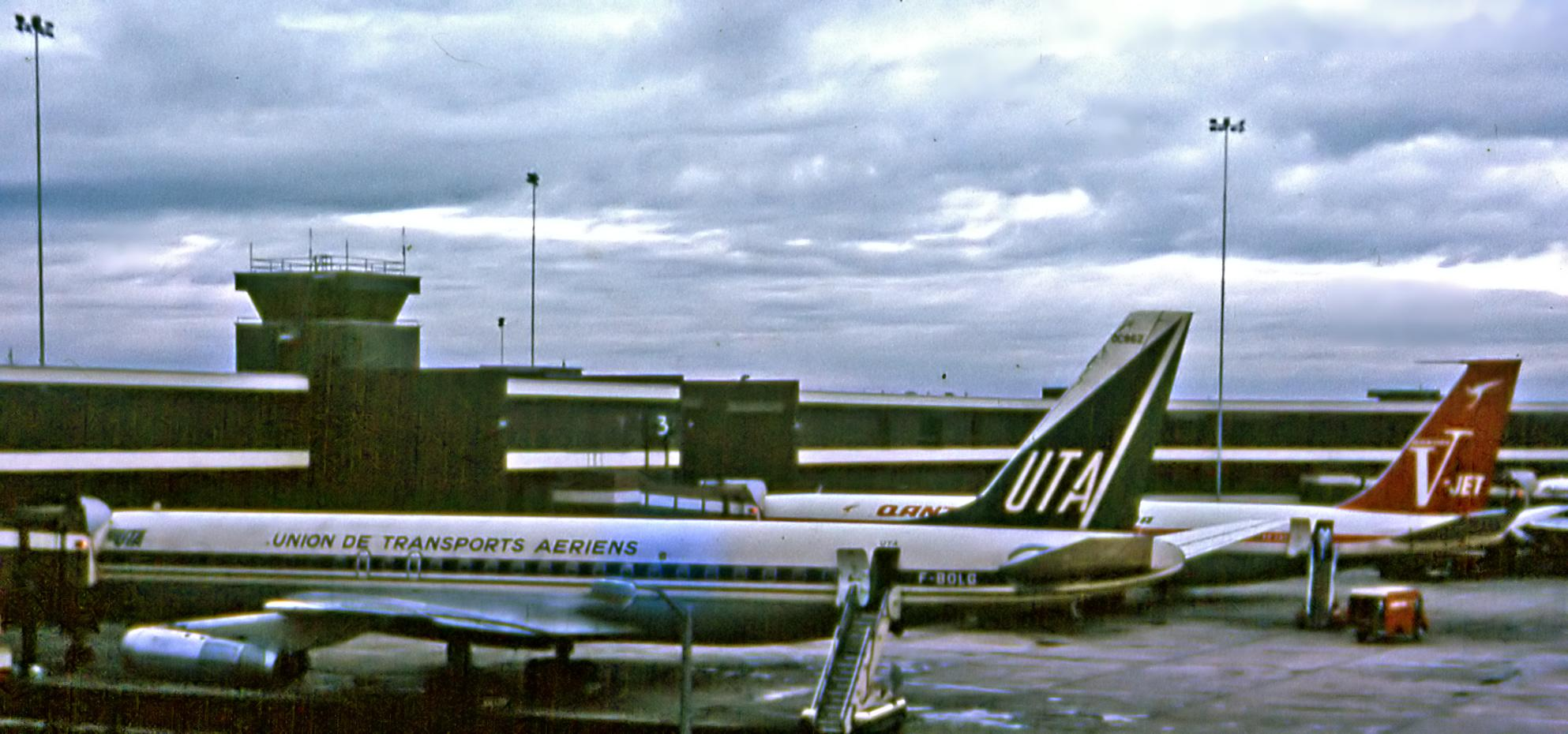
1969年，法联航道格拉斯DC-8在悉尼机场

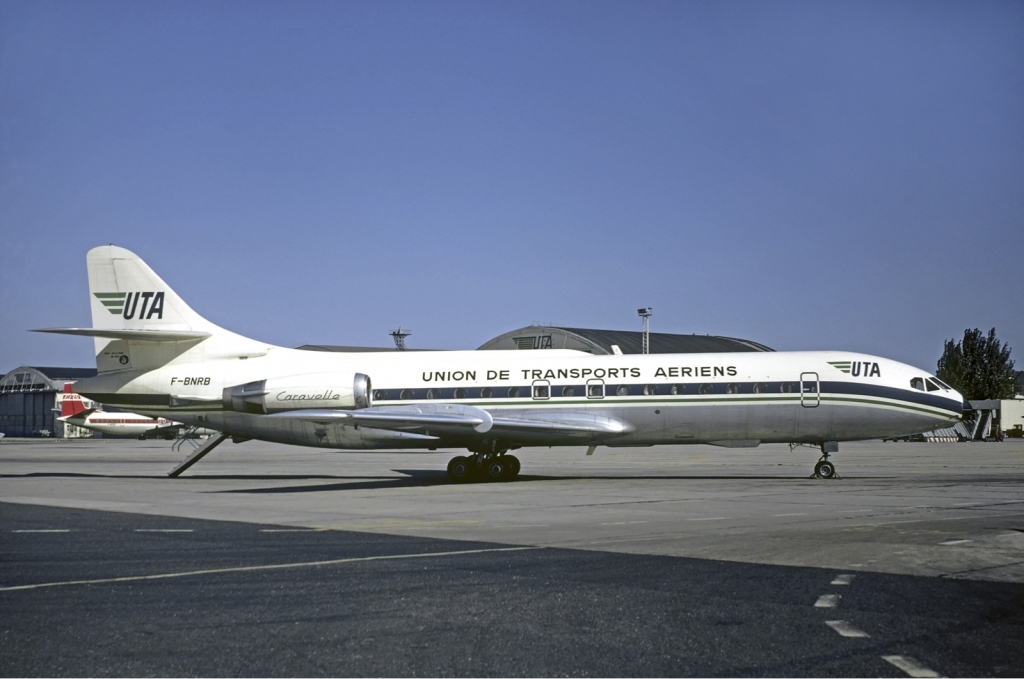
1972年，法联航的卡拉维尔客机在巴黎－勒布尔热机场

1961年9月，法国联合海空运输公司（UAT）与法国洲际航空运输（TAI）决定合并，二者在1950年代初期就已有商业合作。1963年10月1日，两家公司合并成法国联合航空。

### 成立初期
法联航在成立初期共有员工4900人，包括630名空中服务员。法联航最初有6架喷射引擎飞机以及29架活塞引擎飞机。法联航累计118,000 mi（190,000 km）长的航线网络覆盖五个大洲，大多为法国至西非或非洲南部的长途航线。1963年11月1日，法联航引进了道格拉斯DC-8并用DC-8飞航拉各斯、阿克拉、蒙罗维亚和弗里敦。在欧洲的航空公司中，法联航拥有在非洲地区最大的航线网络，其最繁忙的航线为巴黎飞往阿比让的航线，当时每天双向各一班。法联航最初由法國本土前往的长途目的地包括西部非洲及中部非洲部分法语国家，西非及非洲南部的一些英语国家（包括加纳、尼日利亚、利比里亚、塞拉利昂、马拉维、赞比亚和津巴布韦），南部非洲葡萄牙语国家（包括安哥拉、莫桑比克），南非，利比亚，马耳他，中东（巴林和阿曼），南亚（斯里兰卡），东南亚（印度尼西亚、马来西亚、新加坡），新喀里多尼亚，澳大利亚，新西兰，塔希提和洛杉矶。此外，法联航曾拥有日本与新喀里多尼亚、新西兰间的，南非与法属留尼汪间及塔希提与美国西海岸间的航权。
法联航当时是美国以外仅有的四家完全私有且运营定期长途航班的主要航空公司之一，但与另外三家不同的是，法联航并没有中短途航线，也不与法航在定期航线上竞争，这使得法联航成为只运营定期长途航班的航空公司。这也使得法联航的航线网络与法航和因特航空互补（法航和法联航曾协调洛杉矶航线的时刻，以方便在法航跨大西洋航班与法联航跨太平洋航班间中转的乘客）。

### 80年代

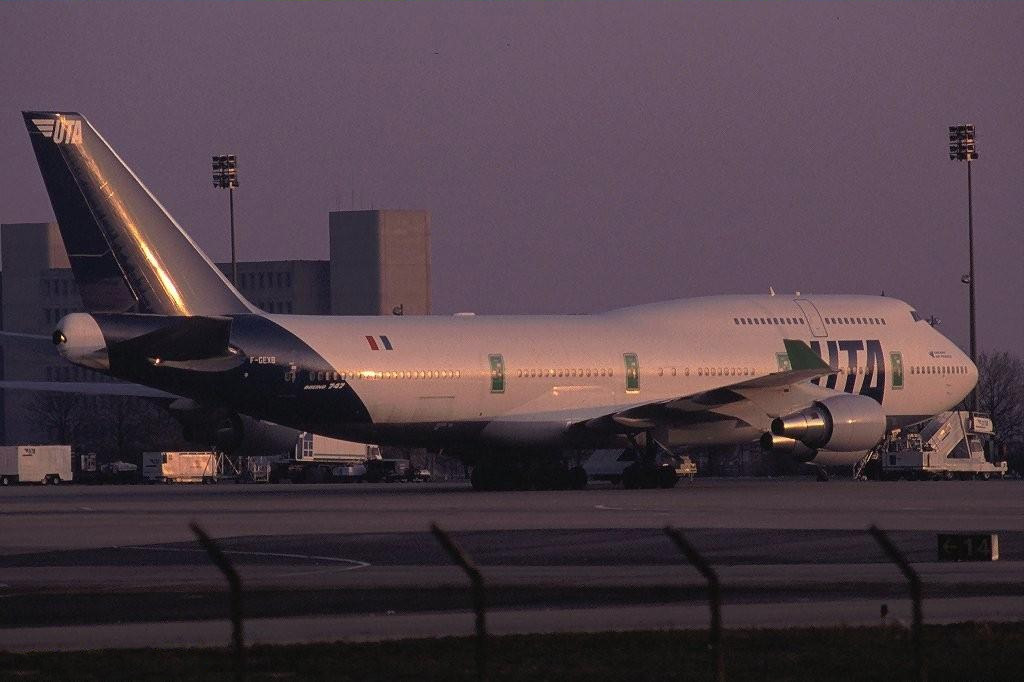
20世纪90年代初，法联航的一架波音747-400

1986年，法国政府决定放宽三家航空公司的目的地范围，这使得法联航与法航的目的地有了交集，巴黎至旧金山的航线成为法联航与法航竞争的第一条航线。（法航对此的反应是将巴黎至洛杉矶的航线延伸至帕皮提，从而实现与法联航在洛杉矶-帕皮提航段的竞争）法联航此举的目的是使得自身增长更快，更为盈利。同时，法联航也计划拓展欧洲内部的接驳网络，但该计划因法联航管理层与工会间的劳资纠纷而胎死腹中，后来也因法联航与法航合并而取消。
1988年，法国交通部长米歇尔·德勒巴尔在一定程度上撤销了法国政府对三家航空公司航权分配放宽的政策，决定否决法联航由巴黎不停站飞往纽瓦克的航权。此举的目的是保护法国航空作为法国最主要航空公司的地位，使得法联航成为对法航国外对手而言没有并购吸引力。同时，法国政府对法航规模较小这一劣势的担忧使得法航、法联航与因特航空开始合作，而不是竞争。
1990年1月12日，法联航与因特航空并入法航集团，法联航成为法国航空的附属公司。1992年12月18日，法联航不再以法人实体的形式存在，彻底并入法航。

## 曾运营机型

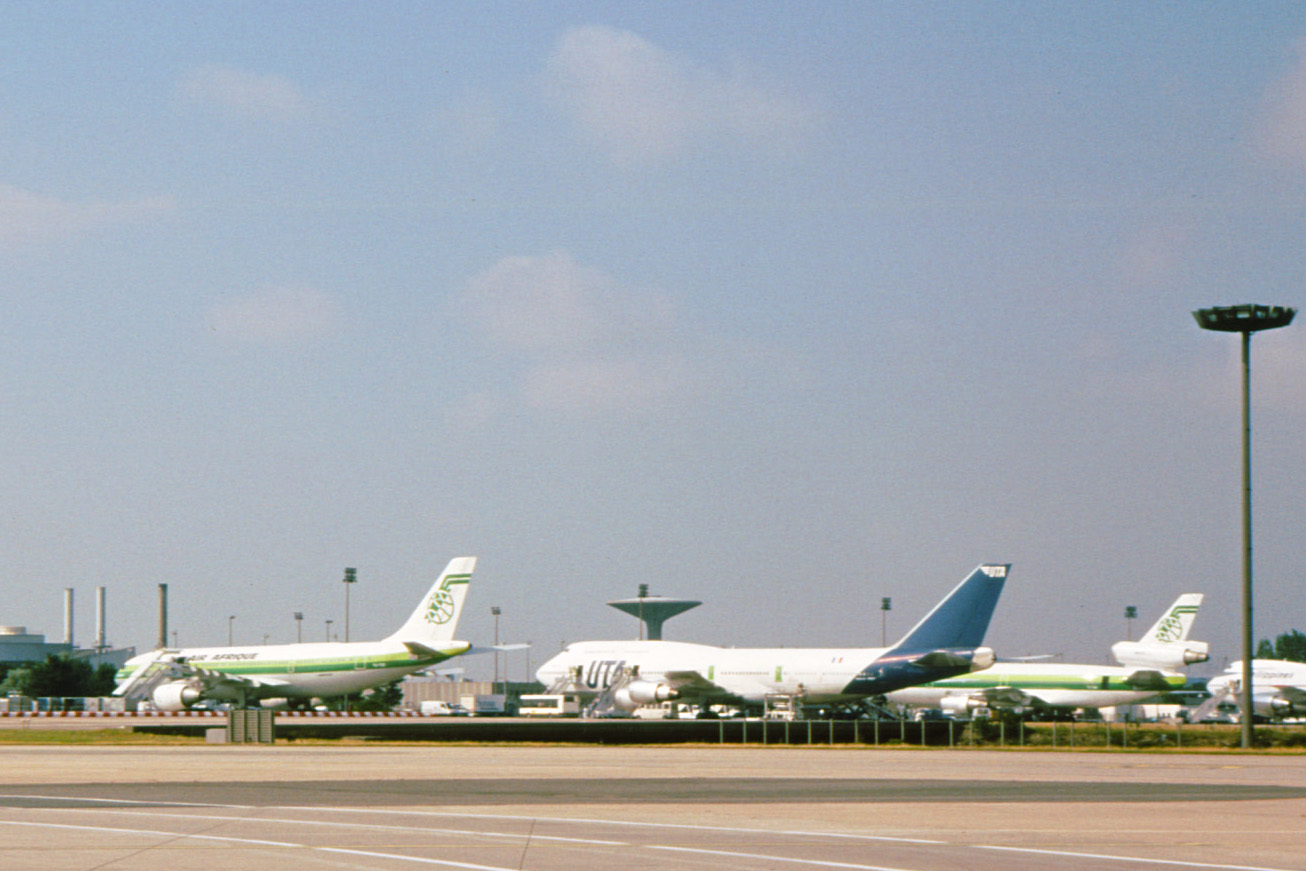
1991年法国联合航空的波音747与非洲航空的飞机在巴黎戴高乐机场

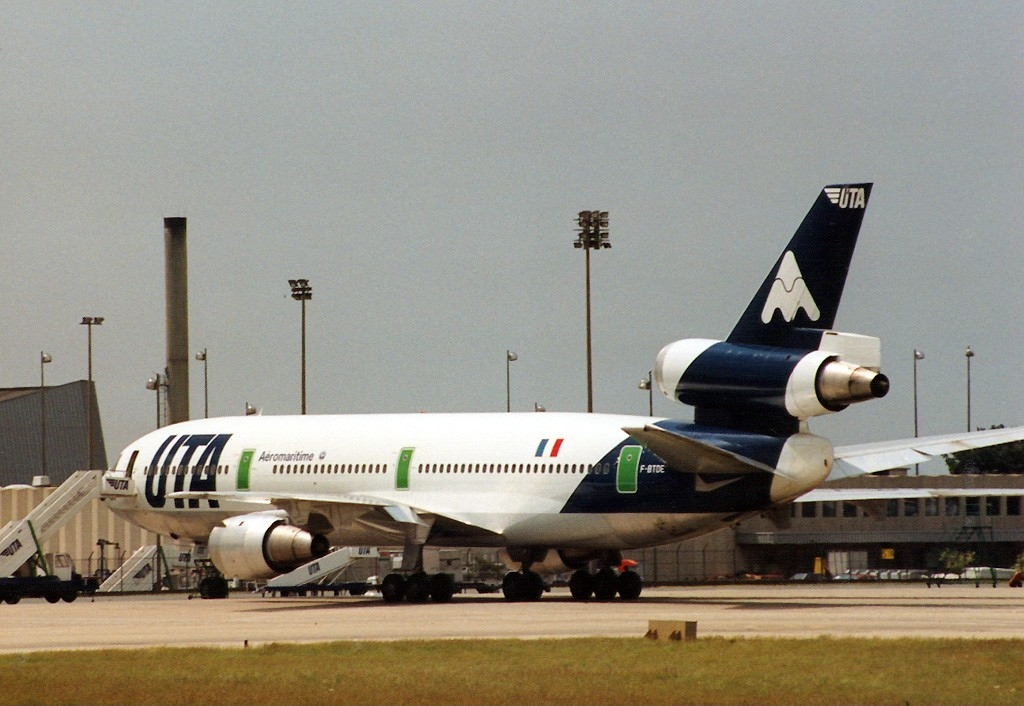
1989年，法联航以海空包机公司名义运营的DC-10-30

法联航及其子公司在存在的29年间曾使用以下机型：
- 比奇18
- 道格拉斯DC-4
- 道格拉斯DC-6
- 道格拉斯DC-7
- 福克F27
- SE-210卡拉维尔10R
- 波音737-200
- 道格拉斯DC-8-30/50系列
- 道格拉斯DC-8-62/63系列
- 麦道DC-10-30
- 波音747-200/200F/200 SUD/300/400系列

法联航的干线机队规模在二十余年间介于10至12架之间，如此小的机队规模主要因为法联航的很多长途航班需经停多站且班次频率低于每天一班。
1965年，法联航的六架使用涡喷引擎的DC-8-30逐渐改装为使用涡扇引擎的DC-8-50。
为顺利引进并运营麦道DC-10，法联航与荷兰皇家航空、北欧航空、瑞士航空合组KSSU维修联盟。
1981年8月，法联航在瑞士航空之后成为波音747-300的第二个用户，并于1983年3月2日接收第一架。法联航也有两架波音747-200被改装为747-200SUD，而其余对747-200进行如此改装的航空公司只有荷兰皇家航空（改装10架）及日本航空（改装2架）。
1987年，法联航首次订购空中客车客机，订单包括六架空中客车A340-300，以及另外六架A340的选购权。这六架已订购的A340计划在1992年至1994年间交付使用，以替换老旧的DC-10。
1989年，法联航以海空包机公司的名义，斥资2.5亿美元订购了三架波音767-300ER。法航收购法联航之后也接收了海空公司的两架767-300ER。

### 1978年机队
当时法联航也有一架波音747-200的订单。法联航的福克F-27与波音737配属努美阿國際機場基地，运营太平洋岛屿航线。
(以上机队资料来源: UTA General Timetable 1/4/78 - 31/10/78)

### 1986年机队
当时法联航雇员人数为6569。

## 意外事故

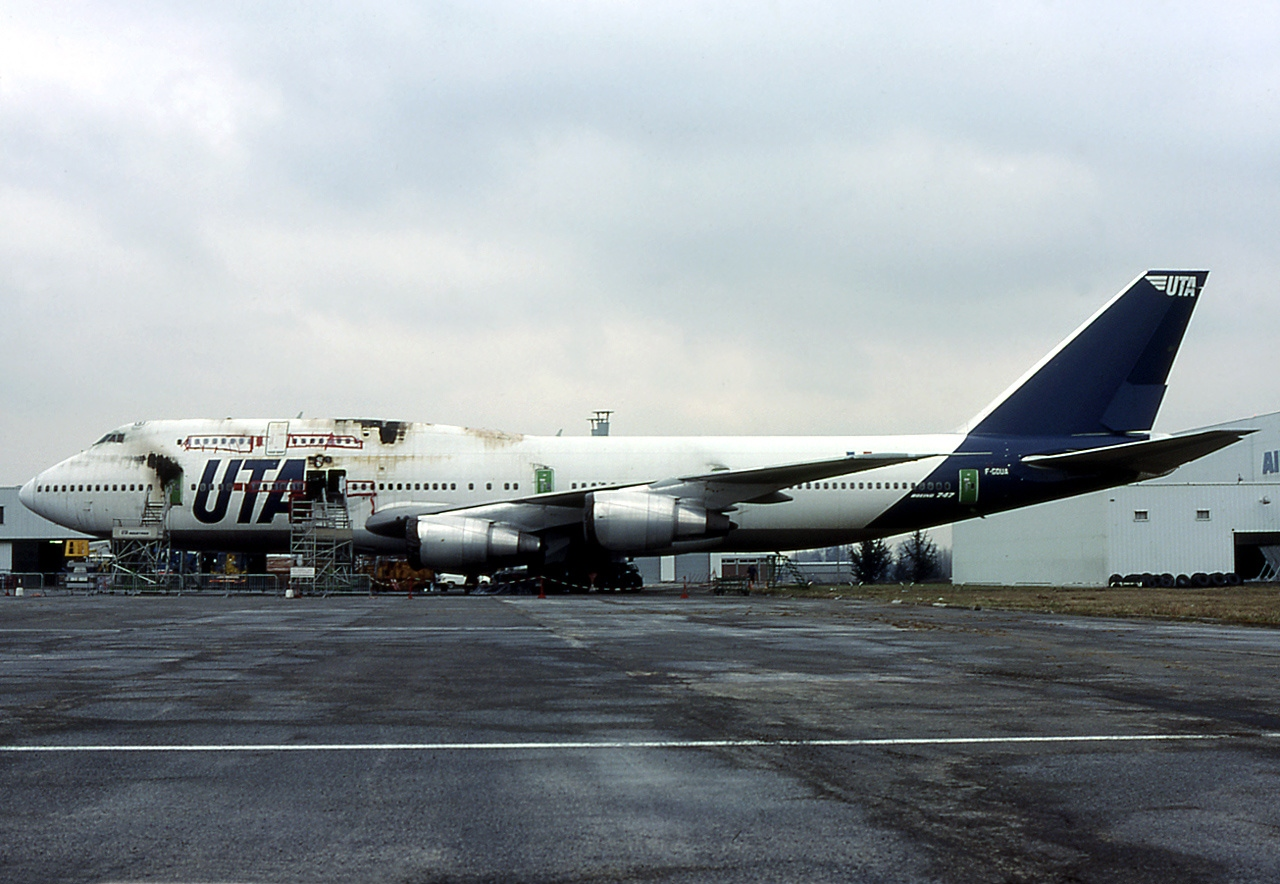
1985年3月起火报废的波音747-300

法国联合航空的飞机发生过5次有记录的事故，其中4次飞机报废，3次有人员死亡。
1964年10月2日，法联航的一架道格拉斯DC-6B（编号为F-BHMS）在由马略卡岛帕尔马飞往努瓦迪布的途中撞上阿尔卡萨瓦山坠毁，机上80人（7名机组人员与73名乘客）全部遇难。
1972年7月12日，法联航一班由阿比让飞往巴黎的航班被劫持，2人死亡。
1984年3月10日，法联航一架道格拉斯DC-8-63PF（注册编号F-BOLL）由布拉柴维尔经恩贾梅纳飞往巴黎途中，在恩贾梅纳机场发生两次炸弹爆炸，飞机被炸毁，但因为机上所有人在放置于中部货舱的炸弹爆炸前逃生。
1985年3月16日，法国联合航空一架波音747-3B3（注册编号F-GDUA）在巴黎戴高乐机场进行客舱清洁时全机烧毁，无人受伤或死亡。
1989年9月19日，法国联合航空772号班机，一架麦道DC-10（注册编号N54629）由布拉柴维尔经恩贾梅纳飞往巴黎，在从恩贾梅纳起飞后46分钟发生炸弹爆炸，机上156名乘客及14名机组人员全部遇难。